# فورست أبل
فورست أبل (بالإنجليزية: Forest Able)‏ مواليد 27 يوليو 1932، هو لاعب كرة سلة أمريكي سابق بدأ مسيرته الاحترافية في سنة 1956 حيث تم اختياره من قبل فريق فيلادلفيا سفنتي سيكسرز خلال الدرافت وحمل الرقم 6. يبلغ طوله 6 قدم 3 بوصة (1.9 م). اعتزل اللعب في 1957.

## فرق لعب لها
- فيلادلفيا سفنتي سيكسرز

## إحصائيات المسيرة

### الموسم الاعتيادي
| السنة   | الفريق                 | لعب | بدأ | دقيقة | ميداني% | ثلاثية | حرة  | ارتداد | صنع | استلاب | تصدي | نقطة |
| ------- | ---------------------- | --- | --- | ----- | ------- | ------ | ---- | ------ | --- | ------ | ---- | ---- |
| 1956–57 | فيلادلفيا سفنتي سيكسرز | 1   | -   | 1.0   | .000    | -      | .000 | 1.0    | 1.0 | -      | -    | 0.0  |
| المسيرة |                        | 1   | -   | 1.0   | .000    | -      | .000 | 1.0    | 1.0 | -      | -    | 0.0  |

## روابط خارجية
- فورست أبل على موقع إن بي أي (الإنجليزية)
- فورست أبل على موقع سبورتس رفرنس (الإنجليزية)
- فورست أبل على موقع كلية كرة السلة في سبورتس رفرنس.كوم (الإنجليزية)
- فورست أبل على موقع ريلجم (الإنجليزية)
- فورست أبل على موقع بروبوليرز (الإنجليزية)